# Проспер Бругеман
 Проспер Бругеман (фр. Prospère Bruggeman; 7. март 1873 — ?) био је белгијски веслач, учесник Летњих олимпијских игара 1900. Био је члан белгијског Краљевског наутичког клуба Гент из Гента, са којим је наступао на Олимпијским играма 1900. у Паризу.
На Олимпијским играма 1900. такмичио се у две дисциплине:двојац са кормиларом и осмерацу. У трци осмераца, посаду су чинили:Жил де Бишоп, Проспер Бругеман, Оскар де Сомвил, Оскар де Кок, Морис Хемелсут, Марцел ван Кромбруге, Франк Одберг, Морис Вердонк и Алфред ван Ландегем (кормилар). У финалној трци резултатом 6:13,8 мин. освојили су друго место.
У другој дисциплини двојац са кормиларом, веслао је у пару са Морисом Хелесмутом и кормиларом чије име није забележено. У другој плуфиналној групи заузели су треће место резултатом 7:00,4 мин, што им није било довољно са пласман у финале.